# Білл Ганзлік
Вільям Генрі Ганзлік (англ. William Henry Hanzlik, нар. 6 грудня 1957, Мідлтаун, Огайо, США) — американський професіональний баскетболіст, що грав на позиціях легкого форварда і атакувального захисника за декілька команд НБА. Згодом — баскетбольний тренер.

## Ігрова кар'єра
На університетському рівні грав за команду Нотр Дейм (1976—1980).
1980 року був обраний у першому раунді драфту НБА під загальним 20-м номером командою «Сіетл Суперсонікс». Професійну кар'єру розпочав 1980 року виступами за тих же «Сіетл Суперсонікс», захищав кольори команди із Сіетла протягом наступних 2 сезонів.
Другою і останньою ж командою в кар'єрі гравця стала «Денвер Наггетс», до складу якої він приєднався 1982 року і за яку відіграв 8 сезонів. 1985 року був обраний до Другої збірної всіх зірок захисту.

## Тренерська робота
1991 року розпочав тренерську кар'єру, ставши асистентом головного тренера команди «Шарлотт Горнетс», в якій пропрацював до 1996 року.
Протягом 1996—1997 років працював асистентом головного тренера команди тренерського штабу команди «Атланта Гокс».
Останнім місцем тренерської роботи була команда «Денвер Наггетс», головним тренером якої Білл Ганзлік був з 1997 по 1998 рік. Здобув з командою 11 перемог при 77 поразках, що було лише на дві перемоги більше, ніж найгірша команда в історії НБА — «Філадельфія Севенті Сіксерс» сезону 1972—1973. До сих пір цей антирекорд Ганзліка є найгіршим серед тренерів-новачків.